# 1250 Galanthus
1250 Galanthus è un asteroide della fascia principale del diametro medio di circa 21 km. Scoperto nel 1933, presenta un'orbita caratterizzata da un semiasse maggiore pari a 2,5538925 UA e da un'eccentricità di 0,2695324, inclinata di 15,15726° rispetto all'eclittica.
Il suo nome fa riferimento alle piante del genere Galanthus, comunemente note come bucaneve.